# Référendum constitutionnel italien de 2006
Le référendum constitutionnel italien de 2006 (en italien : Referendum costituzionale del 2006 in Italia) a lieu les 25 et 26 juin 2006 en Italie afin de proposer à la population l'adoption d'une révision de la Constitution de 1948 transformant le pays en un État fédéral.
Promu par le troisième gouvernement de Silvio Berlusconi, ce projet est soumis au vote des Italiens deux mois après l'alternance occasionnée par les élections parlementaires d'avril 2006. Le second gouvernement de Romano Prodi fait alors connaître son opposition à cette modification du texte constitutionnel.
Le scrutin est marqué par la victoire du « Non » à 61,3 %, le taux de participation s'étant élevé à 52,5 %. Le « Oui » l'emporte notamment en Lombardie et Vénétie, deux régions qui voteront 11 ans plus tard pour un renforcement de leur autonomie lors des référendums organisés l'un et l'autre le 22 octobre 2017.

## Contenu du projet
Le projet prévoit à la fois une réforme de la structure territoriale qui transformerait la République décentralisée en un État fédéral, et une modification de la structure institutionnelle de l'État italien.

### Transformation fédérale
Nouvelles compétences exclusives aux régions
Organisation scolaire ;
Police locale ;
Dépenses de santé ;
Nouvelles attributions pour l'État
Reprise de la compétence sur la politique énergétique ;
Clause d'intérêt national : abrogation de lois régionales contraires à l'unité de la Nation ou à la législation nationale ;
Clause de suprématie : l'État peut se substituer aux régions en cas de manquement à des normes essentielles
Transformation du Sénat en Sénat fédéral
Les sénateurs sont élus par les conseils régionaux.

### Transformation des institutions étatiques
Fin du bicaméralisme parfait
La Chambre des députés vote toutes les lois et accorde seule la confiance au gouvernement ;
Le Sénat fédéral vote uniquement les lois ayant une incidence régionale ;
Réduction de la taille du Parlement
Le nombre de députés diminue de 18 %, passant de 630 à 518 ;
Le nombre de sénateurs diminue de 20 %, passant de 315 à 252 ;
Les sénateurs à vie deviennent des députés à vie et passent de 5 à 3 ;
L'âge minimum d'éligibilité à la Chambre des députés passe de 25 à 21 ans ;
Renforcement du président du Conseil des ministres
Principe du « Premierato » : le président du Conseil nomme, dirige l'action et renvoie les ministres ;
Transfert au président du Conseil du pouvoir de dissolution de la Chambre des députés ;
Renversement uniquement par une motion de censure constructive sans changement de majorité. Dans le cas contraire, de nouvelles élections doivent être convoquées.

## Résultats
| Choix                  | Votes      | %     |  |
| ---------------------- | ---------- | ----- |  |
| Pour                   | 9 970 513  | 38,71 |  |
| Contre                 | 15 783 269 | 61,29 |  |
|                        |            |       |  |
| Votes valides          | 25 753 782 | 98,63 |  |
| Votes blancs           | 101 429    | 0,39  |  |
| Votes nuls             | 255 714    | 0,98  |  |
| Total                  | 26 110 925 | 100   |  |
| Abstention             | 23 661 581 | 47,54 |  |
| Inscrits/Participation | 49 772 506 | 52,46 |  |

| Votes pour (38,71 %) |  |  | Votes contre (61,29 %) |
| ▲                    |  |  |                        |
| Majorité absolue     |  |  |                        |